# Schlacht von Montiel
Die Schlacht von Montiel fand im Jahr 1369 im und beim Ort Montiel zwischen Truppen Frankreichs und Kastiliens einerseits und einer pro-englischen Allianz andererseits, angeführt von Portugal, im Rahmen des Kastilischen Bürgerkriegs statt. Dieser Krieg war gleichzeitig auch eine stellvertretende Auseinandersetzung zwischen England und Frankreich im Hundertjährigen Krieg.

## Geschichte

### Vorgeschichte
Der pro-französische Enrique, ein illegitimer Sohn des vormaligen kastilischen Königs Alfonso XI., bekämpfte bei diesem Bürgerkrieg seinen Stiefbruder Pedro I. der von den Engländern unterstützt wurde. Enriques Ziel war es, Pedro – wie schon 1366 – erneut vom Thron zu stürzen.

### Die Schlacht
Die franko-kastilische Truppe wurde angeführt von Bertrand du Guesclin, während Pedro die kastilisch-portugiesischen Truppen selbst führte. Die Schlacht von Montiel war sehr blutig und mit hohen Verlusten auf beiden Seiten, aber aufgrund der brillanten Taktik du Guesclins war die Seite Enriques schließlich siegreich. Nach der Schlacht floh Pedro zur Burg von Montiel, wo er festgesetzt wurde. Unter dem Vorwand, Bertrand du Guesclin wolle sich von ihm bestechen lassen, wurde Pedro aus der Burg heraus in eine Falle gelockt. Sein Stiefbruder Enrique konfrontierte ihn im Duell und tötete Pedro schließlich eigenhändig nach Bertrands Hilfe.

### Folgen
Pedros Tod am 23. März 1369 markiert das Ende des Kastilischen Bürgerkrieges. Enrique, nunmehr König von Kastilien, ernannte du Guesclin zum Herzog von Molina und ging eine förmliche Allianz mit dem französischen König Karl V ein. Zwischen 1370 und 1380 brachte die kastilische Flotte den Seeweg zwischen England und Frankreich unter Kontrolle und verwüstete mehrfach die englische Küste, während du Guesclin das Poitou und die Normandie von den Engländern zurückeroberte. Die Versuche Englands, die Lage trotzdem zu ändern mit Hilfe des Königs von Portugal, Ferdinand I., scheiterten in den Ferdinandinischen Kriegen.